# Czołowo (wieś w powiecie poznańskim)
Czołowo – wieś w Polsce położona w województwie wielkopolskim, w powiecie poznańskim, w gminie Kórnik.

## Charakterystyka

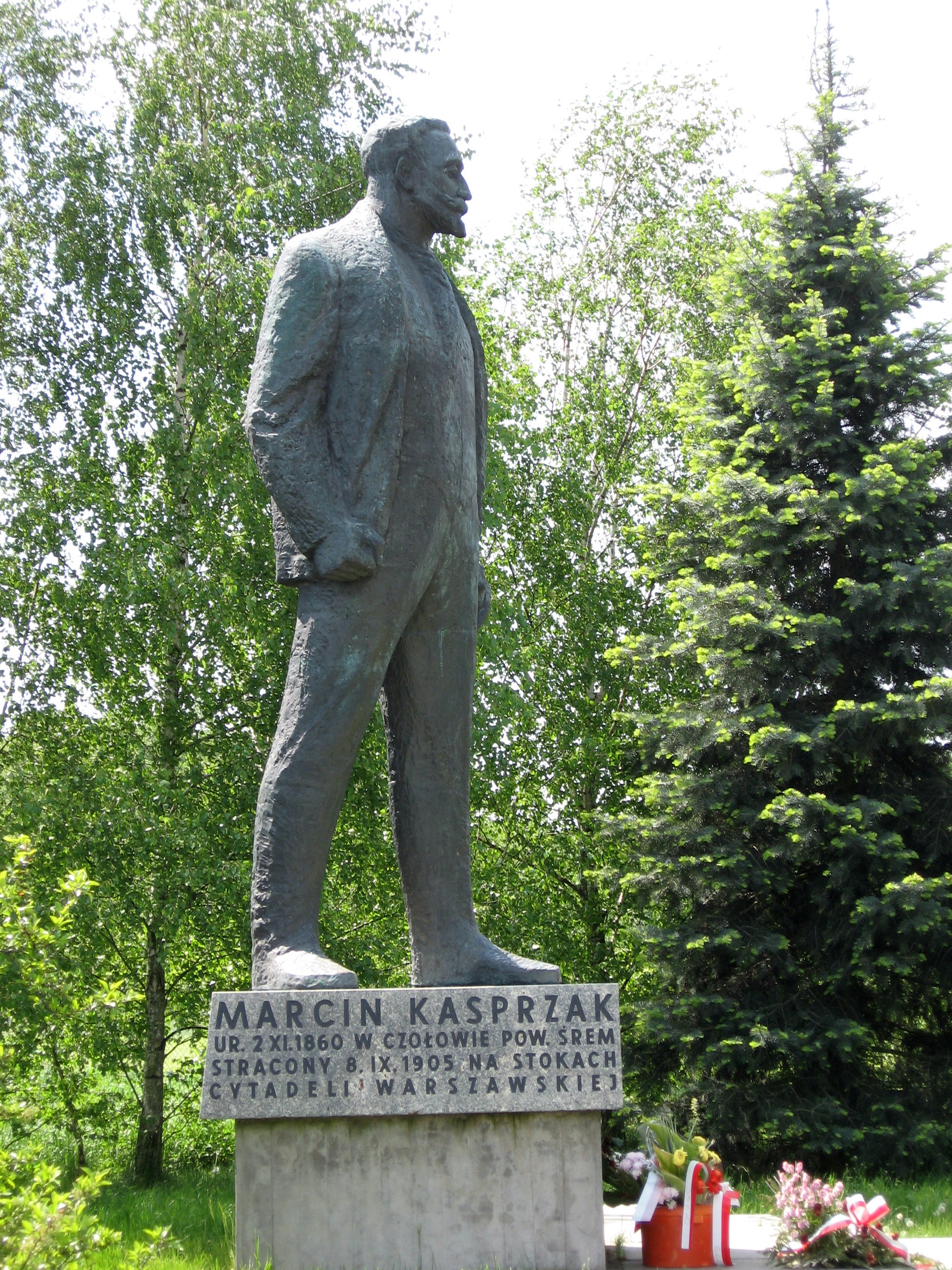
Pomnik Marcina Kasprzaka w Czołowie autorstwa Anny Krzymańskiej i Ryszarda Skupina

W latach 1975–1998 miejscowość należała administracyjnie do województwa poznańskiego.
We wsi w 1860 roku urodził się polski działacz ruchu robotniczego – Marcin Kasprzak. Stoi tutaj jego pomnik, którego autorami byli Anna Krzymańska i Ryszard Skupin. Pomnik ten w latach 1963–1994 stał w Poznaniu, w Parku Wilsona. 
W lesie koło Czołowa znajduje się opuszczona baza 31. Kórnickiego Dywizjonu Rakietowego Obrony Powietrznej.

## Turystyka
Czołowo jest dodatkowym punktem startowym pętli rowerowej Drogi Pokoju i Radości – jednego z przyrodniczych szlaków pielgrzymkowych Rogalińskie Drogi Ducha Świętego, utworzonych z okazji 200-lecia kościoła pw. św. Marcelina w Rogalinie. Ich celem jest propagowanie pieszych i rowerowych pielgrzymek, wycieczek (rodzinnych, szkolnych itp.) lub zwykłych spacerów, a także modlitwy do Ducha Świętego (o 7 darów i 9 owoców), zdrowego trybu życia oraz szacunku dla przyrody i historii, nie tylko w okolicach Rogalina, ale również w innych parafiach.